# Atractylocarpus himalayanus
Atractylocarpus himalayanus là một loài Rêu trong họ Dicranaceae. Loài này được (Broth.) J.-P. Frahm mô tả khoa học đầu tiên năm 2000.